# Geschiedenis van Soedan

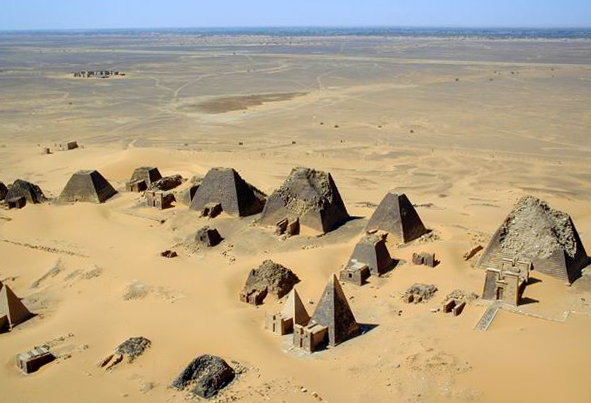
Koesjitische pyramiden van Meroë, 300 v.Chr. - 350 n.Chr.

De geschiedenis van Soedan omvat ontwikkelingen op het gebied van de Republiek Soedan en het historische Soedan van de prehistorie tot heden. Ze is sterk verbonden met de geschiedenis van Egypte, waarmee het het historische Nubië in het Nijldal deelde, een van de wiegen van de menselijke beschaving.

## Prehistorie
De Khartoemculturen waren een archeologisch complex van epipaleolithische tot neolithische culturen van het 8e tot 4e millennium v.Chr. in Centraal-Soedan. Het daar vervaardigde aardewerk behoort tot het oudst bekende van Afrika. Dit zogenaamde Wavy Line Pottery verspreidde zich over een zeer groot gebied van de Nijlvallei tot over de groene Sahara van het Holoceen subpluviaal. De late Shaheinab-fase, vanaf het 4e millennium v.Chr., wordt al als neolithisch beschouwd.

## Oudheid
Vanaf ca. 3000 v.Chr. is er intensieve interactie met Egypte.
In Nubië zijn vanaf 2500 v.Chr. diverse koninkrijken beschreven, waarvan Kerma het oudste is. In de mondelinge Joodse overlevering bezoekt de jonge Mozes de stad Saba (Meroë) in het koninkrijk Koesj. De Romeinen noemden het gebied Nobatia.

## Middeleeuwen

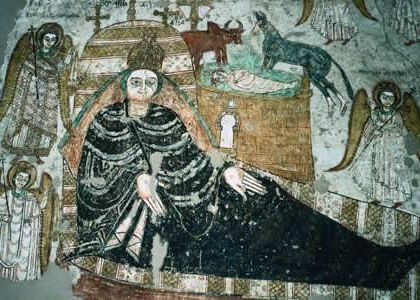
Geboorte van Christus, fresco in de kathedraal van Faras (10de-11de eeuw)

Vanaf de 6de eeuw ontstonden drie christelijke koninkrijken: Nobatia in het noorden met hoofdstad Faras, Makuria in het midden met hoofdstad Dongola, en Alodia in het zuiden met hoofdstad Soba. Voor 700 werden Nobatia en Makuria samengevoegd, misschien als antwoord op de moslimverovering van Egypte in 640. Gedurende de daaropvolgende zes eeuwen werd de relatie tussen de moslimwereld en het christelijke Nubië bepaald door El Baqt (het pact, of verdrag), dat wederzijdse commerciële verplichtingen inhield, maar uitdrukkelijk militaire bijstand uitsloot. In 1504 viel het laatste christelijk-Nubisch rijk in handen van islamitische sultans.

## Egyptische overheersing
Soedan werd van 1821 tot 1881 overheerst door Egypte. In 1821 bracht Mohammed Ali Pasha van Egypte het noordelijke deel van Soedan behalve Darfur onder zijn controle. Hij stichtte daar in het noorden de provincie Nubië met Khartoem als provinciehoofdstad en in het midden Kordofan met hoofdstad El Obeid. Zuid-Soedan werd in 1871 veroverd door Egypte dat daar de provincie Equatoria stichtte (het was de bedoeling naar de evenaar op te trekken); in 1874 lijfde Egypte ten slotte Darfur in.

## De Mahdi

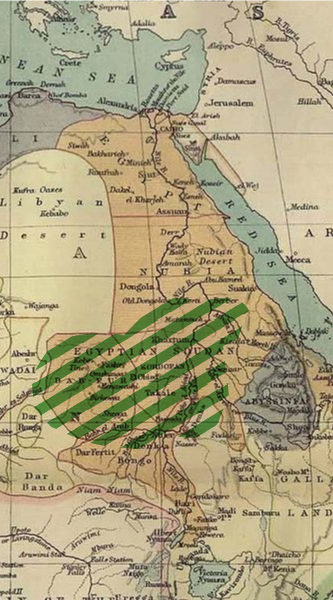
Gebied van de Mahdi-opstand in 1885 (groene arcering)

In 1881 begon de zelfverklaarde Mahdi, Mohammed Ahmad ibn Abd Allah, een jihad in de Soedan. Deze Mohammed Ahmad wist met zijn leger in 1883 El Obeid in te nemen en zo de macht in de Egyptische provincie Kordofan over te nemen. De Egyptische gouverneur van de aangrenzende provincie Darfur zag zijn aanvoerlijnen afgesneden en om bloedvergieten te voorkomen gaf hij datzelfde jaar de macht ook over.
Mohammed Ahmad veroverde in januari 1885 Khartoem waarbij de gouverneur-generaal Charles George Gordon sneuvelde. Mohammed Ahmad overleed in juni 1885 en zijn bewind werd overgenomen door zijn generaal Abdallahi ibn Muhammad. Met de verovering van Khartoem was sinds 1885 de zuidelijke provincie Equatoria ook afgesneden van aanvoer over de Nijl vanuit het noorden. De Egyptische gouverneur van Equatoria Emin Pasha gaf in 1888 zijn gebied over aan Abdallahi en vluchtte met een reddingsexpeditie onder leiding van Stanley naar Duits-Oost-Afrika. De Mahdisten beheersten toen heel Soedan. In 1898 versloegen de Brits-Egyptische troepen Abdallah ibn Muhammad bij de slag van Karari.

## Anglo-Egyptisch Soedan

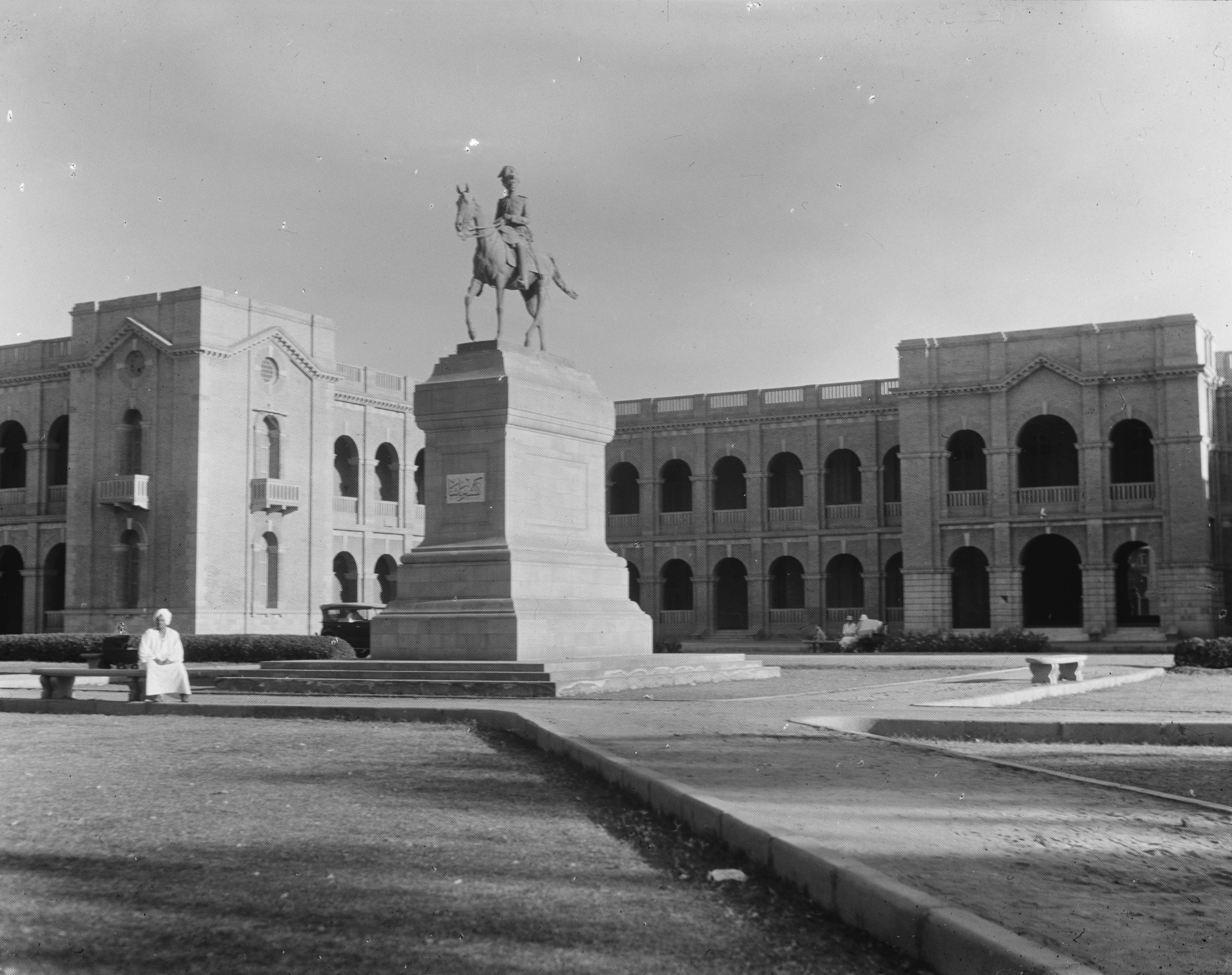
Khartoem in de jaren dertig, regeringsgebouwen en standbeeld van Lord Kitchener

In 1898 wisten de Britten (onder Lord Kitchener) de Soedanese Mahdi-staat te koloniseren en een einde te maken aan het bewind van de (sjiitische) Abdallahi ibn Muhammad. In 1899 sloten het Verenigd Koninkrijk en Egypte, dat praktisch door de Britten bestuurd werd, een verdrag. Besloten werd dat ze Soedan gezamenlijk zouden besturen in een condominium. Soedan heette sindsdien Anglo-Egyptisch Soedan (1899-1956). Het is niet verwonderlijk dat het vooral de Britten waren die de scepter zwaaiden in Soedan.
Reeds in de jaren dertig van de twintigste eeuw ontstonden er twee varianten van het Soedanese nationalisme. De eerste groep streefde een onafhankelijk Soedan onder de Egyptische kroon na (Egypte was tot 1952 een koninkrijk), terwijl de tweede groep juist de banden met Egypte wilde verbreken.

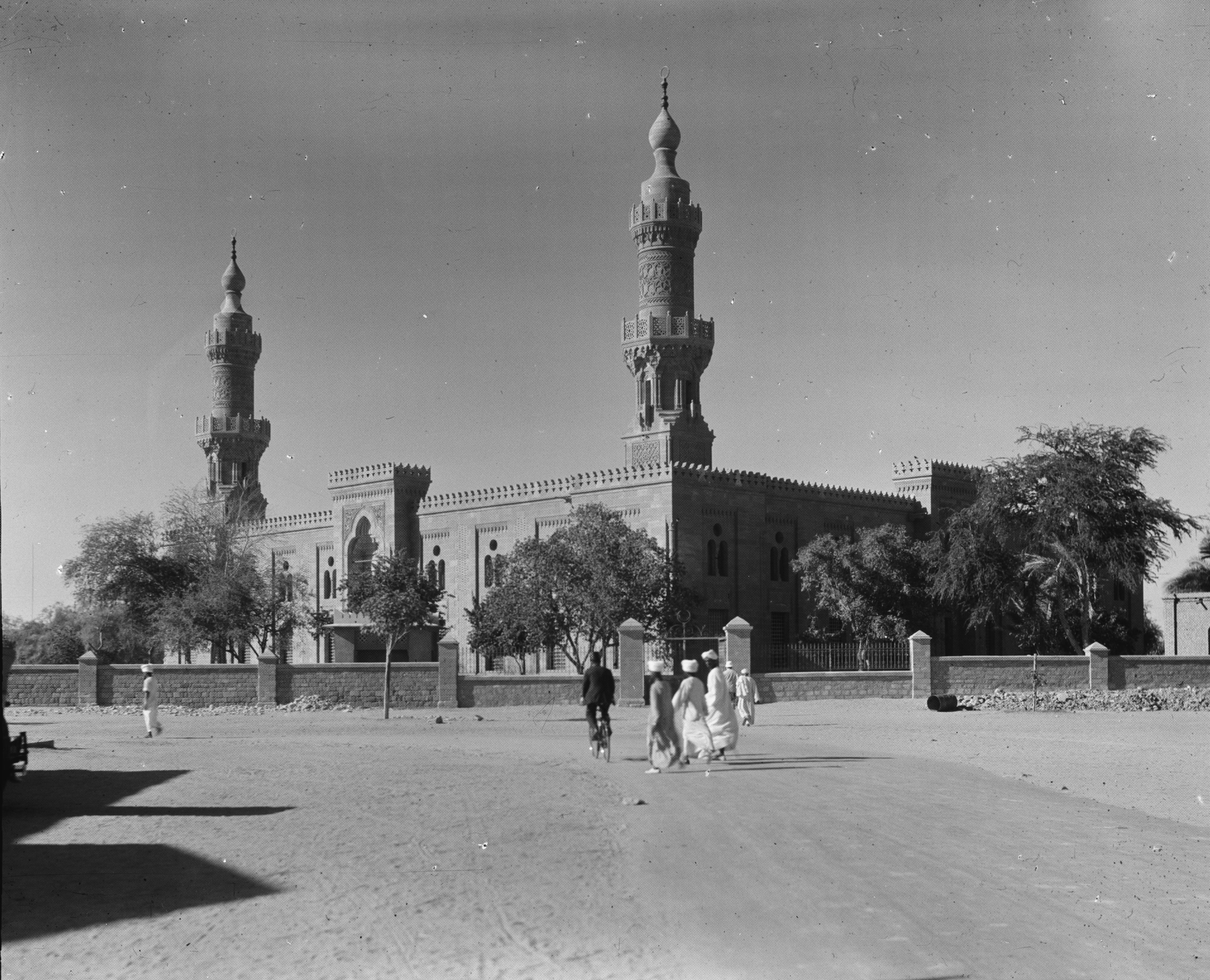
Centrale moskee in Khartoem in de jaren dertig

In 1952 verleenden de Engelsen en de Egyptenaren Soedan een zekere mate van autonomie en stelden de Soedanese onafhankelijkheid in het vooruitzicht. Premier werd Sayyid Abdel Rahman al-Mahdi van de islamitisch-democratische UMMA Partij, een afstammeling van de vorige Mahdi. President Mohammed Naguib van Egypte, die zelf half-Soedanees was, hoopte dat de Soedanezen na de onafhankelijkheid zouden kiezen voor een unie met Egypte. Het liep echter anders. Premier Ismail al-Azhari van de NUP (Nationale Uniepartij; federalistisch), premier sinds 1954, riep op 1 januari 1956 de onafhankelijkheid uit van de Republiek Soedan. Als collectief staatshoofd werd een Soevereiniteitsraad ingesteld.

## Onafhankelijkheid
De regering (een coalitie van de UMMA, de NUP en de conservatieve Socialistische Republikeinse Partij) bleek niet degelijk genoeg om het land te besturen. Het christelijke en animistische (natuurgodsdienstige) Zuiden kwam reeds in 1954 in opstand tegen de (overheersend) Arabische (Noordelijke) regering in Khartoem. Deze toestand leidde tot de staatsgreep van 1958 door generaal Ibrahim Abboud. Abboud werd president en trachtte (overigens zonder succes) de zuidelijke opstand te breken. In een plotselinge uitbarsting van volkswoede werd in "tien dagen die Soedan deden schudden" (21-30 oktober) 1964 het militaire bewind van Abboud ten val gebracht en kwam het bestuur in handen van de burgerlijke partijen. De linkse Sirr al-Khatim al-Khalifah werd president en na een overgangsregering onder Sadiq al-Mahdi (afstammeling van de negentiende-eeuwse Mahdi) werd Azhari opnieuw premier.

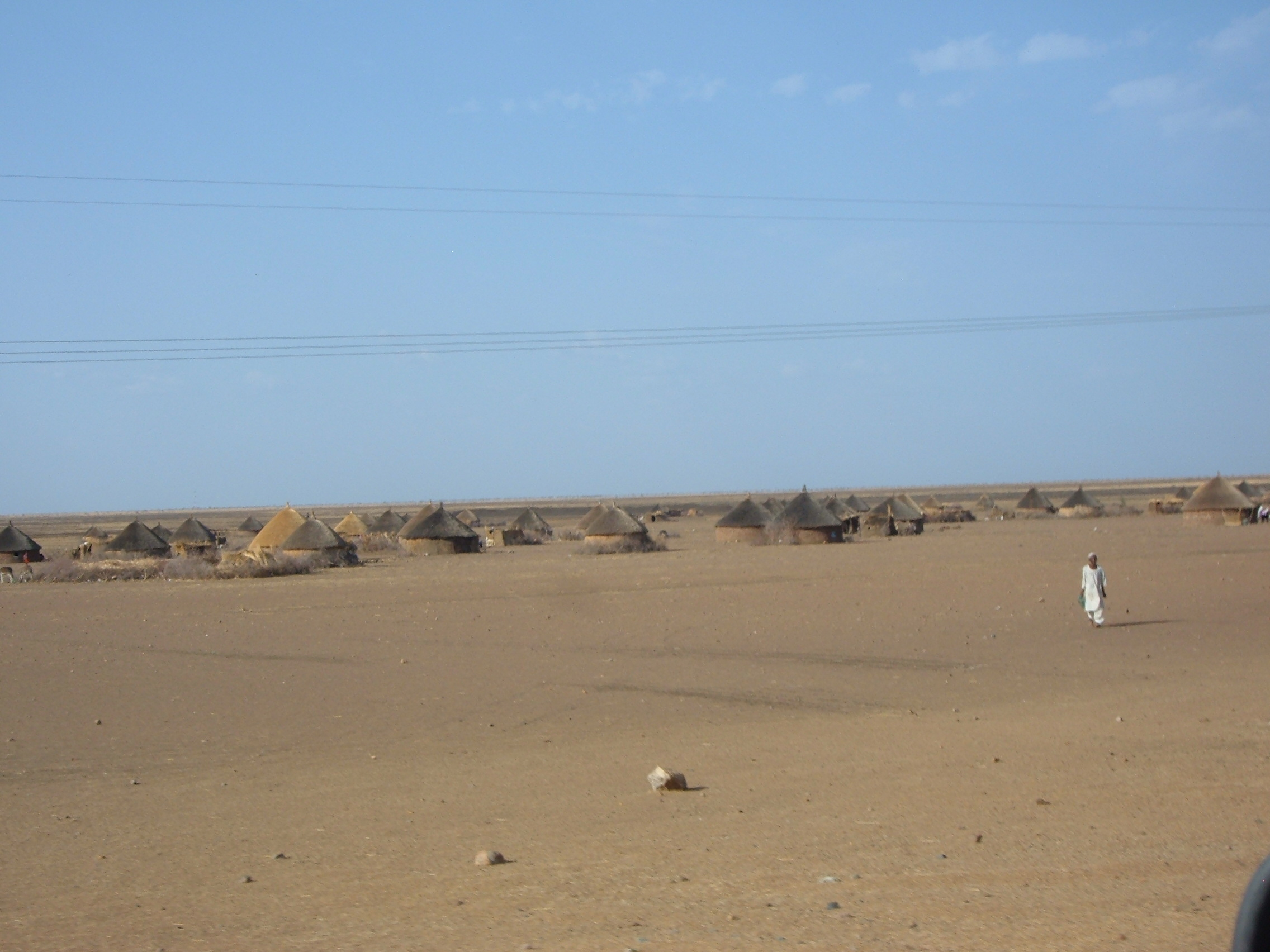
Woestijn in Soedan

Weer bleek het parlementaire stelsel niet bij machte de orde en de rust in Soedan te herstellen. Ontevredenheid over het functioneren van de democratie en over het centralisme van de regerende UMMA Partij van Sadiq al-Mahdi, leidde op 25 mei 1969 tot een staatsgreep onder leiding van kolonel Jafaar Mohammed Numeiri. De activiteiten van de politieke partijen werden verboden en er werd een Revolutionaire Commandoraad opgericht waarvan de meeste leden linkse sympathieën hadden. Ook in het kabinet zaten veel linkse figuren. Numeiri nam het voorzitterschap van de Revolutionaire Commandoraad op zich. Soedan heette voortaan de Democratische Republiek Soedan. De nieuwe regering knoopte goede betrekkingen aan met de Oostblok-landen en de Sovjet-Unie, maar ook met de Arabische staten.

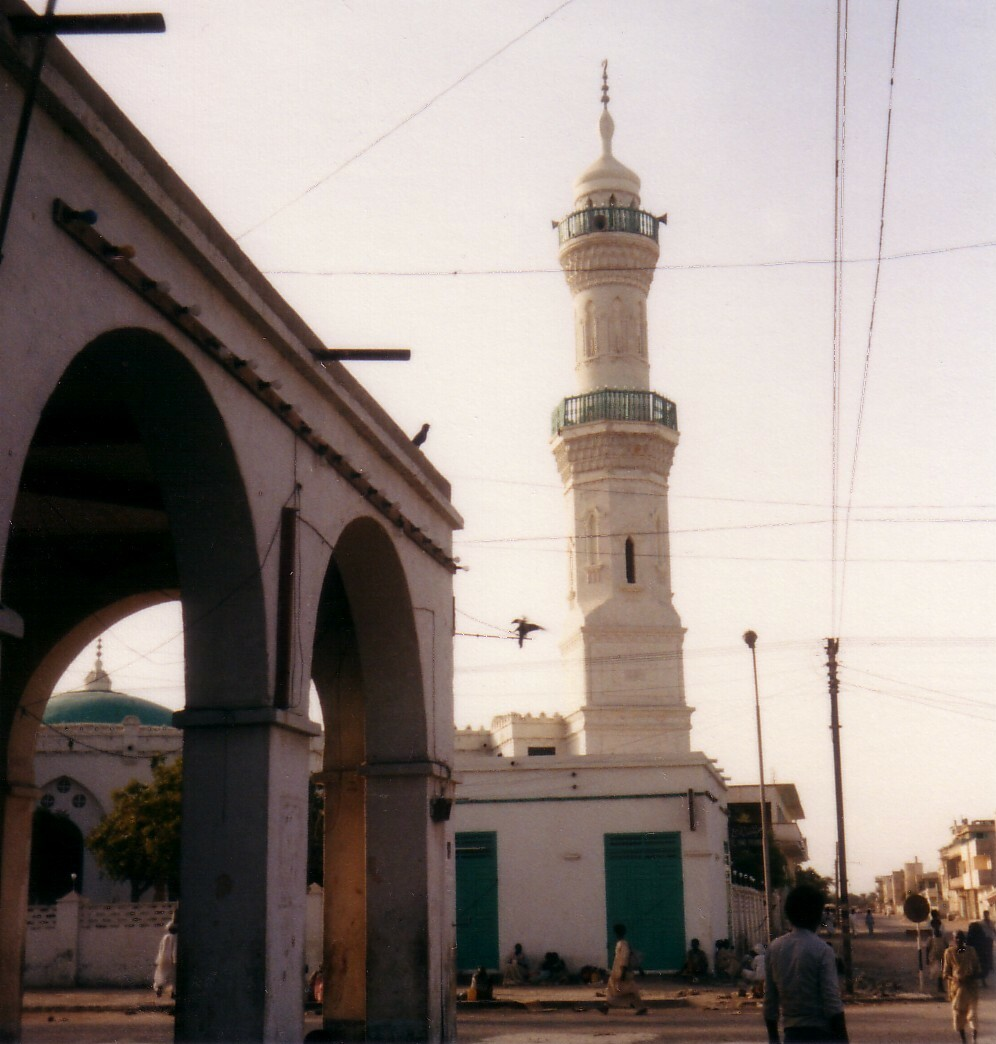
Moskee in Port Soedan

Op 19 juli 1971 pleegde de communistisch gezinde generaal Babiker al-Nur Osman - een lid van de Revolutionaire Commandoraad - een staatsgreep en installeerde een communistisch georiënteerde regeringsraad. Numeiri werd door de coupplegers gevangengezet, maar wist spoedig te ontsnappen en met hulp van loyale legereenheden wist hij de coupplegers uit Khartoem te verdrijven (22 juli 1971). Deze couppoging gaf Numeiri de gelegenheid om de communistische sympathisanten uit de regering te ontslaan en de Soedanese Communistische Partij (SCP) te verbieden. Numeiri liet een nieuwe grondwet opstellen, om de oude te vervangen. Volgens de grondwet was Soedan een democratische republiek met een voor zeven jaar gekozen president (die telkens herkozen kon worden), de islam als staatsgodsdienst en de in 1972 door Numeiri opgerichte Soedanese Socialistische Unie (SSU) als enige toegestane partij. In het politbureau van de SSU (waarvan Numeiri de voorzitter was) nam Numeiri de voornaamste religieuze leiders (waaronder Sadiq al-Mahdi) en enkele zuiderlingen op. Numeiri voerde sindsdien een politiek van verzoening met het zuiden, dat een grote mate van autonomie verkreeg en een op islamitische landen gericht buitenlands beleid. Pogingen van Numeiri, Gaddaffi (Libië) en Sadat (Egypte) om tot een Arabische Unie te komen, mislukten evenwel.
De buitenlandse politiek van Numeiri was er ook een van toenadering tot het Westen en in het bijzonder tot de Verenigde Staten van Amerika. Soedan werd in de jaren zeventig en tachtig economisch en militair steeds afhankelijker van de VS. Numeiri was een van de weinige Arabische leiders die de Egyptische politiek van toenadering tot Israël steunde. Numeiri werd daarom ook een goede vriend en bondgenoot van de Egyptische president Anwar Sadat.
Vanaf het einde van de jaren zeventig kreeg het regime van Numeiri een sterk islamitisch karakter. Leden van de (officieel verboden) UMMA Partij en de NUP kregen meer zeggenschap binnen de Soedanese Socialistische Unie. Hassan al-Turabi, een islamist, werd openbaar aanklager. Bij de verkiezingen van 1978 behaalden de 'onafhankelijken' (in feite de kandidaten van de voormalige politieke partijen) een verkiezingsoverwinning. In 1983 werd de sharia, de islamitische wet, ingevoerd. Dit stuitte op weerstand van het christelijke en animistische zuiden, maar ook op dat van het reformistisch-islamitische Republikeinse Broederschap (RBH). President Numeiri liet zich steeds meer adviseren door geestelijk leiders en traditionele sjeiks. De (officieel illegale) Moslimbroederschap (MBH), waarbinnen zich naast democraten, ook fundamentalisten bevonden, werd de voornaamste bondgenoot van Numeiri's islamitische politiek. In januari 1985 werd de leider van de RBH, Mahmoed Mohammad Taha, gearresteerd en geëxecuteerd wegens zijn kritiek op de sharia-interpretatie van het regime.
In 1983 nam Numeiri de titel imam aan. Tegelijkertijd nam hij echter maatregelen tegen zijn voornaamste bondgenoot, de MBH, die naar de mening van Numeiri te veel invloed had gekregen. Deze openlijke aanval op de MBH zorgde voor toenemende onrust en in 1984 werd Soedan geteisterd door stakingen uit onvrede over het dictatoriale regime van president Numeiri. Toen Numeiri in april 1985 terugkeerde van een bezoek aan de Verenigde Staten, pleegden officieren onder leiding van generaal Abdel Rahman Mohammed Siwar al-Dahab een staatsgreep. De SSU werd verboden en Numeiri ging in ballingschap in Egypte.
De nieuwe regering richtte de Voorlopige Militaire Raad op met Siwar al-Dahab als voorzitter. Hoewel de coup een zuiver militaire aangelegenheid was, werd hij gesteund door een politiek platform dat bestond uit de Moslimbroederschap, de Republikeinse Broederschap, de Socialistische Partij, de Democratische Unie Partij, de Baathpartij, de UMMA en de NUP, de Soedanese Communistische Partij en het nieuwe Nationaal Islamitisch Front (NIF). In mei 1986 werd Ahmad Ali al-Mirghani van de Democratische Unie Partij (DUP) president. De gematigde Mahdi-leider Sadiq al-Mahdi werd opnieuw premier. In 1988 werd een akkoord bereikt met de Zuid-Soedanese onafhankelijkheidsbeweging (SPLM).

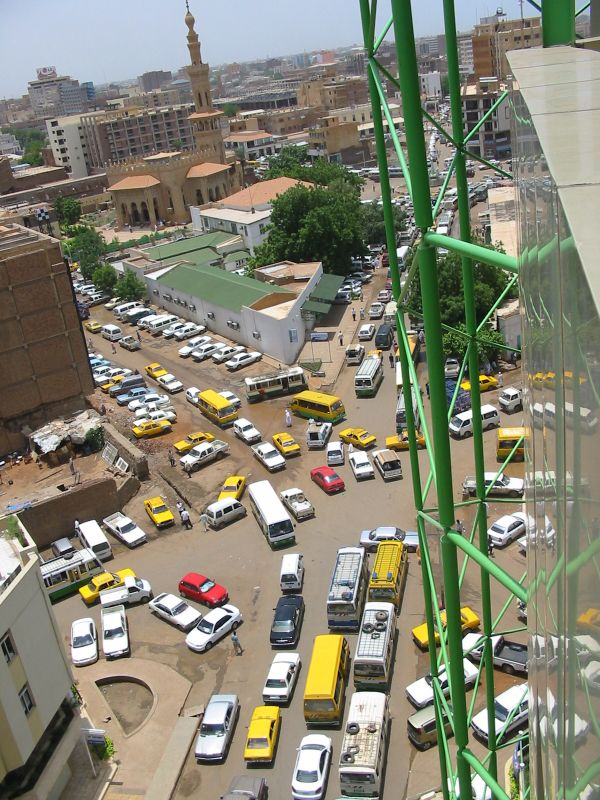
Khartoem in 2003

Dit korte democratische experiment kwam echter op 30 juni 1989 abrupt tot een einde toen het leger een coup pleegde en een einde maakte aan het bewind van Sadiq al-Mahdi, die gevangengezet werd. Er kwam een vijftienkoppige Revolutionaire Commandoraad voor de Nationale Redding (sinds 1993 gewoon Revolutionaire Commandoraad geheten). Voorzitter van de Raad werd generaal Omar al-Bashir, die tevens president van de republiek werd en opperbevelhebber van het leger. De post van premier werd opgeheven, waardoor vrijwel alle macht in handen van de Revolutionaire Commandoraad kwam. Politieke partijen werden niet verboden, maar het werd de partijen niet toegestaan om mee te doen aan verkiezingen. Onder president al-Bashir nam niet alleen de rol van het leger toe, maar ook die van het islamitische NIF. Het NIF - men mag zelf beoordelen of deze organisatie fundamentalistisch is - was actief betrokken bij de coup en voorstander van de invoering van de sharia. De sharia was reeds onder president Numeiri ingevoerd, maar nooit in haar geheel. Bovendien was de uitvoering van de sharia in Zuid-Soedan door premier al-Mahdi in 1988 opgeschort in het kader van de onderhandelingen met de SPLM. Toch waren de betrekkingen tussen de Revolutionaire Commandoraad en het NIF in het begin nog niet zo hecht. Toch zocht president al-Bashir in de loop van 1990 contact met het NIF, wat het begin van de machtsinvloed van het NIF op het staatsbestel werd. In 1991 werd de sharia opnieuw van kracht, behalve in Zuid-Soedan. NIF-voorzitter Hassan al-Turabi, de voormalige algemeen aanklager onder Numeiri (hij is overigens ook familie van Sadiq al-Mahdi en afstammeling van een andere Mahdi dan de negentiende-eeuwse Mahdi), werd een van de sleutelfiguren van het nieuwe regime, ofschoon hij tot 1996 niet eens tot de regering behoorde. In 1992, na de oprichting van een parlement (Nationale Assemblee), werden alle parlementszetels gevuld met leden van de Nationaal Democratische Alliantie (NDA). In werkelijkheid waren/zijn bijna alle leden van de NDA aanhangers en/of leden van het NIF.
De burgeroorlog in het zuiden ging gewoon door (sindsdien ook voorgesteld als een jihad). De SPLM en Sadiq al-Mahdi (inmiddels vrijgelaten) probeerden in 1993 gezamenlijk een staatsgreep te plegen, die echter stuk liep. Hierna verhevigde de burgeroorlog zich en bereikte daarna een piek. (Zie voorts, hieronder; Conflict in Darfur)

## Burgeroorlog in Zuid-Soedan (1954 - 2005)
De tegenstellingen tussen het noorden en het zuiden waren groot. Dit werd nog verergerd door de al sinds 1954 woedende burgeroorlog tussen het autoritair islamitische bewind in het noorden en verschillende rebellenlegers in het zuiden. In 1972 kwam een voorlopig einde aan het conflict met het Verdrag van Addis Abeba. Het zuiden kreeg beperkt zelfbestuur met een uitvoerende raad die zetelde in Juba. In 1983 kwam hieraan een einde en laaide de burgeroorlog terug op. Volgens Amnesty International werden tijdens de burgeroorlog continu, op grote schaal, mensenrechten geschonden. De strijd om de nieuwe olievelden in het zuiden verergerde dit. Sinds juli 2002 werd er, onder internationale druk, geprobeerd een vredesregeling te treffen.
Op 9 januari 2005 tekenden de twee belangrijkste strijdende partijen, de SPLA en de regering in Khartoem, een vredesovereenkomst. Dit akkoord staat bekend als het Comprehensive Peace Agreement (CPA). Het bestaat uit 6 protocollen:
1. Machakos Protocol, 20 juli 2002;
2. Agreement on Security Arrangements During the Interim Period, 25 september 2003;
3. Agreement on Wealth Sharing During the Pre-Interim and Interim Period, 7 januari 2004;
4. Protocol Between the Government of Sudan and the Sudan People's Liberation Movement on Power Sharing, 26 mei 2004;
5. Protocol Between the Government of Sudan and the Sudan People's Liberation Movement on the Resolution of Conflict In Southern Kordofan/Nuba Mountains and Blue Nile States, 26 mei 2004;
6. Protocol Between the Government of Sudan and the Sudan People's Liberation Movement on the Resolution of the Conflict in Abyei Area, 26 mei 2004.

Binnen drie jaar dienden er verkiezingen gehouden te worden, en na zes jaar zou er een referendum plaatsvinden waarbij de bevolking van Zuid-Soedan zich mocht uitspreken of Zuid-Soedan als een onafhankelijke staat of als deel van Soedan zou voortbestaan. Op 9 januari 2011 vond dat referendum plaats en ca. 99 procent van de Zuid-Soedanezen stemde voor de onafhankelijkheid.

## Burgeroorlog in Darfur (2003 - 2016)
In de regio Darfur kwam men na het staakt-het-vuren in Zuid-Soedan in opstand tegen de centrale regering. Dit leidde tot een burgeroorlog waarbij er sprake was van etnische zuiveringen en vermeende genocide. In 2008 schatten de Verenigde Naties (VN) het aantal doden in Darfur op 300.000. De Soedanese regering ontkende dit en sprak over 10.000 doden. Miljoenen mensen waren op de vlucht en woonden in kampen. De Afrikaanse Unie (AU) en de VN was tot 2020 in Soedan/Darfur aanwezig met een vredesmacht (UNAMID).

## 2011: Verkleind (Noord-)Soedan
In 2011 stemde een overgrote meerderheid van de Zuid-Soedanezen voor splitsing van het land. Volgens de officiële uitslag, die maandag 7 februari 2011 werd gepubliceerd, stemde 98,83 procent voor de onafhankelijkheid van Zuid-Soedan. De Soedanese president Omar al-Bashir ondertekende eerder op de dag al een document waarmee hij de onafhankelijkheid van het zuiden van het land aanvaardde.
Op zaterdag 9 juli 2011 werd Zuid-Soedan onafhankelijk. De precieze grens tussen de Republiek Soedan en de Republiek Zuid-Soedan was echter nog betwist, aangezien zich enkele regio's nog volgens de onder VN-supervisie gemaakte afspraken moesten uitspreken over hun voorkeur.

## 2018-2019: Militaire staatsgreep
Ten gevolg van een economische crisis waren er in december 2018 grote demonstraties in verschillende Soedanese steden. De bevolking protesteerde niet alleen tegen de stijgende voedselprijzen, maar eiste ook het aftreden van president Omar al-Bashir. Omdat de protesten aanhielden, riep Al-Bashir op 22 februari 2019 de noodtoestand uit. Tijdens een militaire staatsgreep op 11 april van dat jaar werd de president na dertig jaar afgezet en opgepakt door de Soedanese Volkskrijgsmacht. Generaal Ahmed Awad Ibn Auf nam de macht over, maar kreeg eveneens te maken met hevige protesten, omdat hij werd gezien als een hoofdfiguur van de oude regering en weigerde om Al-Bashir uit te leveren aan het Internationaal Strafhof. Na één dag trad Auf weer af en wees Abdel Fattah al-Burhan aan als zijn opvolger, die het land gedurende een tweejarige transitieperiode moest leiden. De Soedanese bevolking bleef echter demonstreren voor een snellere overgang naar een democratische burgerregering.

## 2020-heden
Einde 2020 raakte Soedan zijdelings betrokken bij de Oorlog in Tigray, de grensregio in buurland Ethiopië. Talrijke vluchtelingen staken vanuit Ethiopië de grens met Soedan over.
Bij een nieuwe militaire staatsgreep in oktober 2021 in Soedan werd premier Abdalla Hamdok samen met een aantal andere hoge functionarissen afgezet en opgepakt. Generaal Abdel Fattah al-Burhan nam officieel de macht over en liet de regering ontbinden. Ook riep hij de noodtoestand uit. Bij protesten tegen de staatsgreep vielen zeker zeven doden. Na de coup laaide het geweld weer op, onder meer in Darfur. In november 2021 werd bekendgemaakt dat Hamdok en de legerleiding van Soedan een overeenkomst hadden gesloten waardoor Hamdok weer premier werd. Hierna volgden echter demonstraties in het land, omdat o.a. getwijfeld werd aan Hamdoks daadwerkelijke machtspositie. In januari 2022 trad Hamdok af.
Hierna ontstond er een conflict in het land tussen het reguliere leger (Soedanese strijdkrachten (SAF)) met Abdel Fattah al-Burhan als leider en Mohamed Hamdan Dagalo en zijn uit de Janjaweed ontstane militie Rapid Support Forces (RSF). Hamdan Dagalo is tevens de vicepresident van Soedan. In april 2023 leidde het conflict (vanaf dat moment officieel een burgeroorlog) tot een bloedig treffen, met tientallen burgerdoden als gevolg. De RSF wordt in haar strijd om de macht ondersteund door de Russische Wagnergroep, en door de Verenigde Arabische Emiraten. Saoedi-Arabië bemiddelt, maar zou eerder aan de kant van de regering in Khartoem staan.
Eind 2023 had het geweld al talrijke slachtoffers geëist, en een steeds nijpender humanitaire catastrofe veroorzaakt. Sommige waarnemers vreesden voor een opsplitsing van het land, aangezien de RSF sterker staat in Darfur, en het leger meer controle heeft over de regio Khartoem. Ook de politieke missie van de VN, UNITAMS, vertrok uit het land. Dat besliste de VN-Veiligheidsraad op 1 december 2023, daartoe verzocht door de regering, die de missie “partijdigheid” verweet.
In 2024 bracht de Famine Review Committee (FRC) een rapport uit waarin stond dat er officieel sprake is van een hongersnood in het vluchtelingenkamp Zamzam. Voedseltransporten kunnen door blokkades van rebellengroep RSF moeilijk bij het kamp komen. Mogelijk zijn er nog meer plekken in Soedan waar hongersnoden voorkomen. De regering ontkent dat er sprake is van hongersnood in het land.
In februari 2025 was de Afrikaanse Unie (AU) van oordeel dat de oorlog die er sinds april 2023 werd uitgevochten, "de ergste humanitaire crisis in de wereld" had veroorzaakt. Honderdduizenden kinderen in het land leden aan ernstige acute ondervoeding. In april 2025 sloeg de Verenigde Naties alarm over de “diepe humanitaire crisis, met miljoenen ontheemden en hongersnood na twee jaar oorlog”, terwijl internationale hulp uitblijft.
In 2025 meldde het Clingendael Instituut dat '150.000 mensen zijn omgekomen in deze oorlog en minstens veertien miljoen mensen op de vlucht zijn [geslagen]. Ongeveer de helft van de bevolking lijdt aan extreme honger. Dat zijn 25 miljoen mensen'. Daarnaast hebben inwoners van de regio Darfur te maken met bombardementen, droneaanvallen, massamoord, verkrachting en etnische zuivering (er wordt een onderscheid gemaakt tussen Soedanezen met een Arabische afkomst en Soedanezen met een Afrikaanse afkomst). De aanwezigheid van goudmijnen in het land is een materiële prikkel voor het in stand houden van het conflict.

## In de media
- Goodbye Julia (Arabisch: وداعاً جوليا, geromaniseerd: Wadāʻan Jūlyā) is een in mei 2023 uitgebrachte Soedanese dramafilm over dit etnisch verscheurde land, geregisseerd door Mohamed Kordofani. Het is de eerste film uit Soedan ooit die werd gepresenteerd in de Un certain regard-sectie voor niet-traditionele films van het filmfestival van Cannes.[27][28]

- Library of Congress Control Number: sh85129604
- Nationale Bibliotheek van Israël: 987007543729905171